# 잭 스타렛
잭 스타렛(Jack Starrett, 1936년 11월 2일 ~ 1989년 3월 27일)은 미국의 영화 감독, 배우이다.
셔먼오크스에서 사망하였다. 사인은 신부전이다. 포리스트 론 메모리얼 파크에 매장되었다.

## 작품 목록

### 영화 출연
- Hell's Bloody Devils (1970)
- 키드 블루 (1973, Kid Blue)
- 브레이징 새들스 (1974)
- 수사관 스케란 (1977, Nowhere to Hide)
- 로즈 (1979)
- 람보 (1982) - 아서 갤트 역
- 살아가는 나날들 (1984)
- 하몬드가의 비밀 (1987, Like Father Like Son)
- 격노의 추적 (1988, Death Chase)
- Brothers in Arms (1988)

### 영화 연출
- 지옥의 사자 슬러터 (1972, Slaughter)
- 클레오파트라 존스 (1973, Cleopatra Jones)
- 워킹 톨 3 (1977, Walking Tall: Final Chapter)

### 텔레비전 연출
- 스파이 작전 (1979, A Man Called Sloane)
- 해저드 마을의 듀크 가족 (1979-80)